# Félix Bruzzone

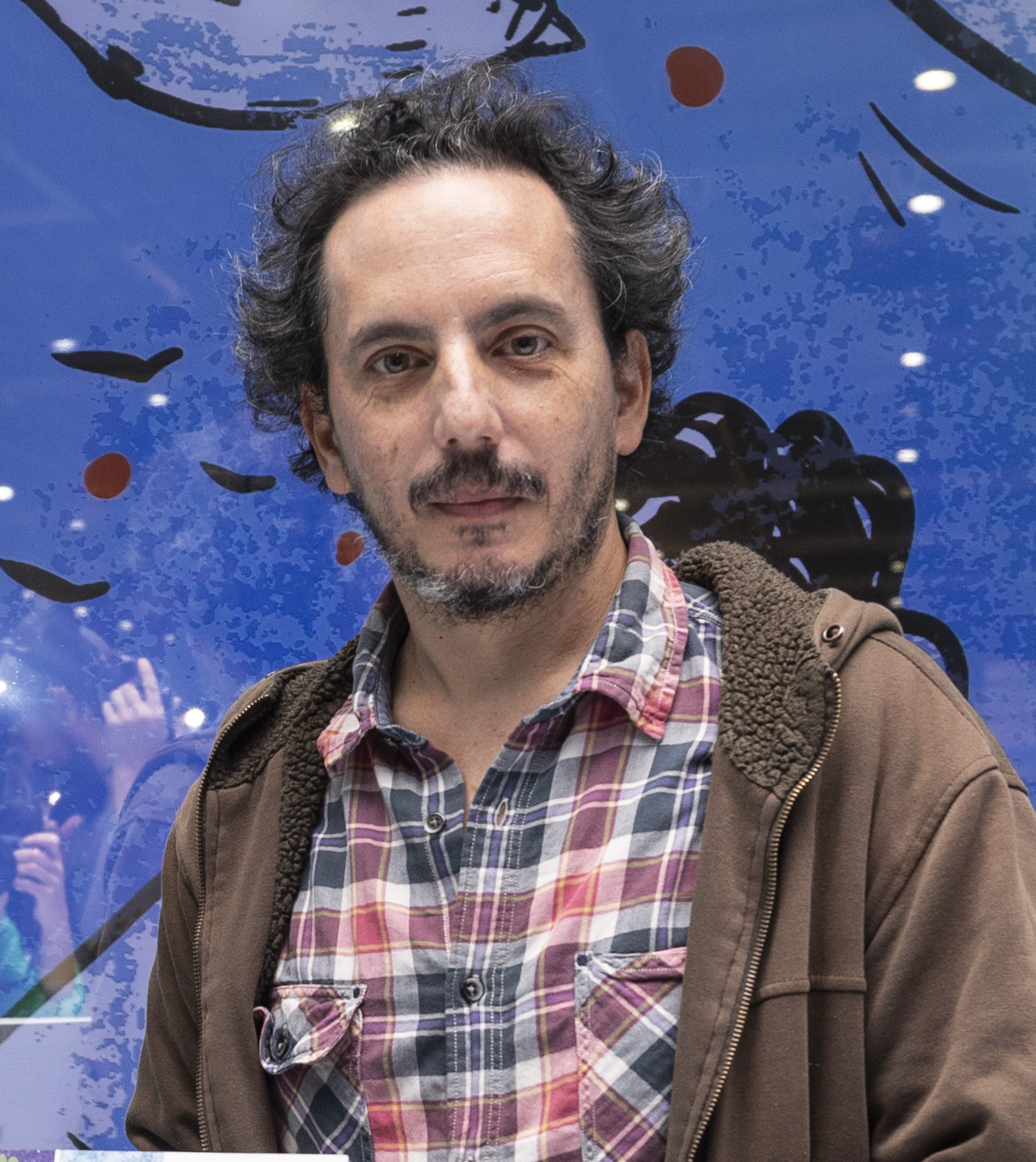
Félix Bruzzone

Félix Bruzzone (* 1976 in Buenos Aires) ist ein argentinischer Schriftsteller.

## Leben und Werk
Félix Bruzzone studierte an der Universität seiner Heimatstadt Literaturwissenschaft und war zeitweise als Grundschullehrer tätig.
Bruzzone wurde von der Tageszeitung Clarín zu einem der zehn wichtigsten Autoren des vergangenen Jahrzehnts ernannt. Sein 2007 veröffentlichter Erzählband trägt den Titel 76, ein Jahr erschien sein erster Roman Los Topos. In seinen Werken setzt sich Bruzzone intensiv mit der argentinischen Militärdiktatur in den 1970er- und 1980er-Jahren und den Opfern dieser Epoche auseinander. Auch Bruzzones Eltern gehören zu den sogenannten „Verschwundenen“ – sein Vater wurde drei Monate vor seiner Geburt verhaftet, seine Mutter wenige Monate danach verschleppt – deren weiteres Schicksal bis heute ungeklärt blieb. Bruzzone wuchs bei seiner Großmutter auf.
Félix Bruzzone lebt heute in Buenos Aires, wo er zusammen mit Hernán Vanoli den kleinen, unabhängigen Verlag Editorial Tamarisco führt.

## Werke (Auswahl)
- Los Topos. Editorial Mondadori, Buenos Aires 2008, ISBN 978-987-658000-7
- Unimog. In: Timo Berger und Rike Bolte (Hrsg.): Asado Verbal. Junge argentinische Literatur. Verlag Klaus Wagenbach, Berlin 2010, ISBN 978-3-8031-2634-4
- 76. Berenberg Verlag, Berlin 2010, ISBN 978-3-937834-39-9

## Auszeichnungen
- 2010 Anna Seghers-Preis, gemeinsam mit Andreas Schäfer